# Calliostoma selectum
Calliostoma selectum is een in zee voorkomende slakkensoort van de familie Calliostomatidae en het geslacht Calliostoma. Er is geen Nederlandse naam voor deze soort die in 1817 is beschreven door Dillwyn.

## Voorkomen en verspreiding
Calliostoma selectum is een omnivoor die tot 50 mm hoog kan worden en leeft op zeewier en kelpfauna's in het centrale gedeelte van Nieuw-Zeeland.